# CD40 ligand

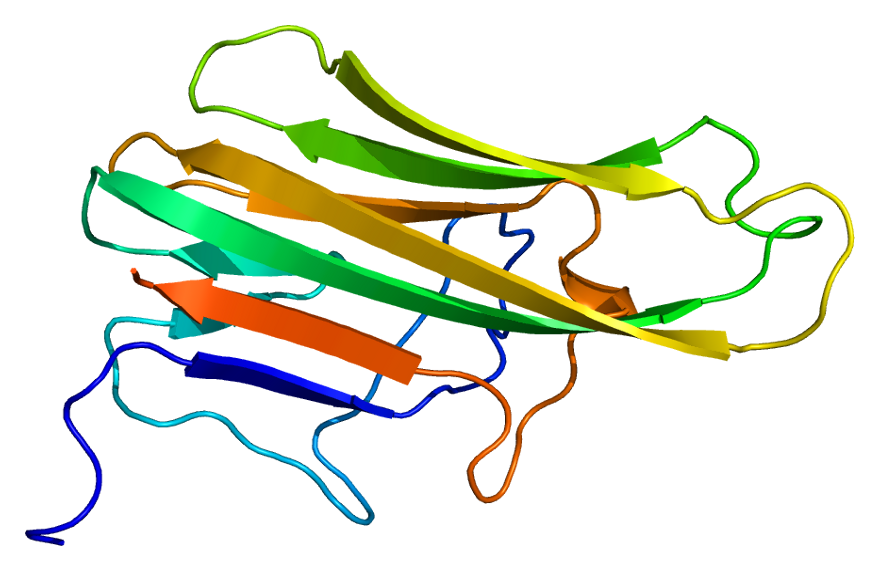
Extracelulární část CD40L (3D struktura)

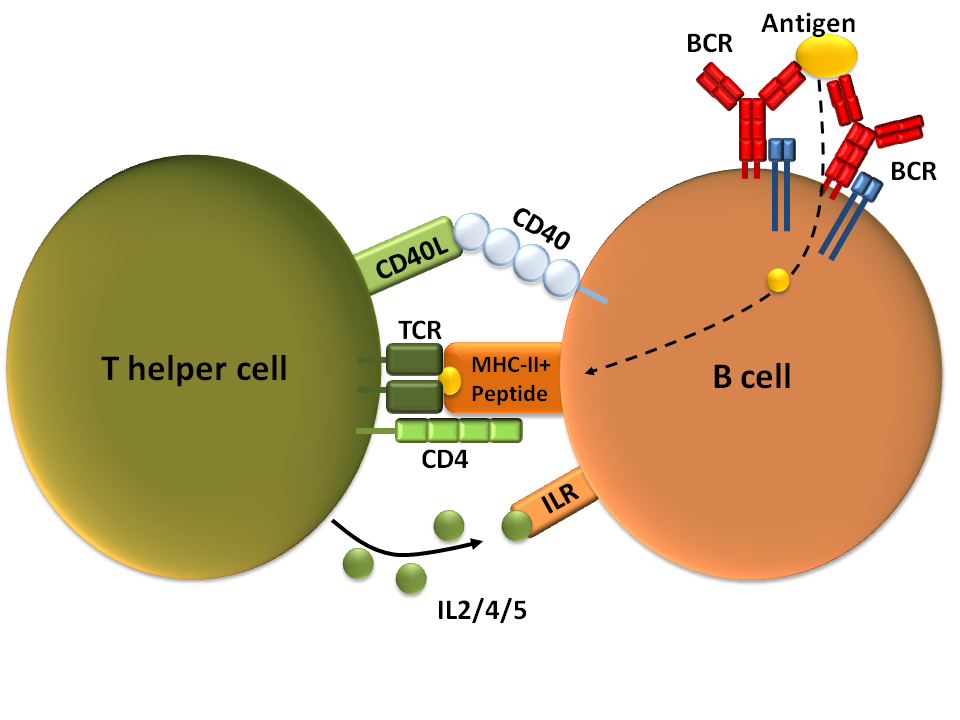
Aktivace B-lymfocytů T-buňkami zahrnuje CD40L

CD40 ligand (CD40L, též CD154) je protein přítomný především na aktivovaných T-lymfocytech, ale v menší míře také na téměř všech ostatních bílých krvinkách i buňkách epitelu, endotelu a hladké svaloviny.

## Funkce
Na povrchu T-lymfocytů označovaných jako TH2 funguje jako kostimulační protein a váže především CD40 na povrchu B-lymfocytů. Tato vazba (společně s vazbou mezi TCR a MHC II. třídy) stimuluje B-lymfocyty. Myši s nefunkčním CD40L sice jsou schopné primární aktivace svých B-lymfocytů a produkce IgM a IgD, ale je zablokována sekundární odpověď (neprobíhá izotypový přesmyk, tzv. hyper-IgM syndrom).
CD40L na povrchu TH1 buněk poskytuje „druhý signál“ pro aktivaci makrofágů (opět společně s vazbou TCR na MHC II makrofágů).

## Strukturní varianty
CD40L je v typickém případě transmembránový trimerní glykoprotein z TNF superrodiny. Existuje však i jeho rozpustná (solubilní) varianta, označovaná jako sCD40L a produkovaná za určitých okolností do krve T-lymfocyty a krevními destičkami.